# Banteln
Banteln é um município da Alemanha localizado no distrito de Hildesheim, estado da Baixa Saxônia.
Pertence ao Samtgemeinde de Gronau.